# Gasparo Cairano
Gasparo Cairano, também conhecido por Gasparo da Cairano, de Cayrano, da Milano, Coirano, e outras variações (nascido em Milão ou Pieve del Cairo ou Cairate, antes de 1489 – Brescia, morreu antes de 1517), foi um escultor renascentista italiano.
Artista emergente em 1489 no mundo cultural milanês, iniciou uma carreira de sucesso que rapidamente o transformou no principal expoente da escultura renascentista de Brescia, distinguindo-se com obras de elevado valor cultural, como o ciclo dos Césares para o Palazzo della Loggia em Brescia e o mausoléu de Martinengo. A base do seu sucesso foi a introdução de um gosto clássico poderoso e altamente expressivo, em contraste com o estilo decorativo local preexistente, refinado e menos figurativo. Durante a primeira década do século XVI, Gasparo conseguiu assim conquistar clientes públicos e privados que procuravam um artesão capaz de traduzir em pedra a sua ostentação de descendência histórica da Roma Antiga, surfando assim na onda do fervor local Renascentista e suplantando a concorrência.
Caído no esquecimento devido a um infortúnio crítico centenário, provocado por inúmeros e graves mal-entendidos, silêncios e interpretações erradas, a sua complexa personalidade artística e o seu catálogo de obras só foram reconstruídos a partir do final do século XX, particularmente nos primeiros anos do século XXI, graças a estudos críticos direcionados que permitiram pela primeira vez uma análise orgânica e uma redescoberta de documentos e obras.

## Biografia

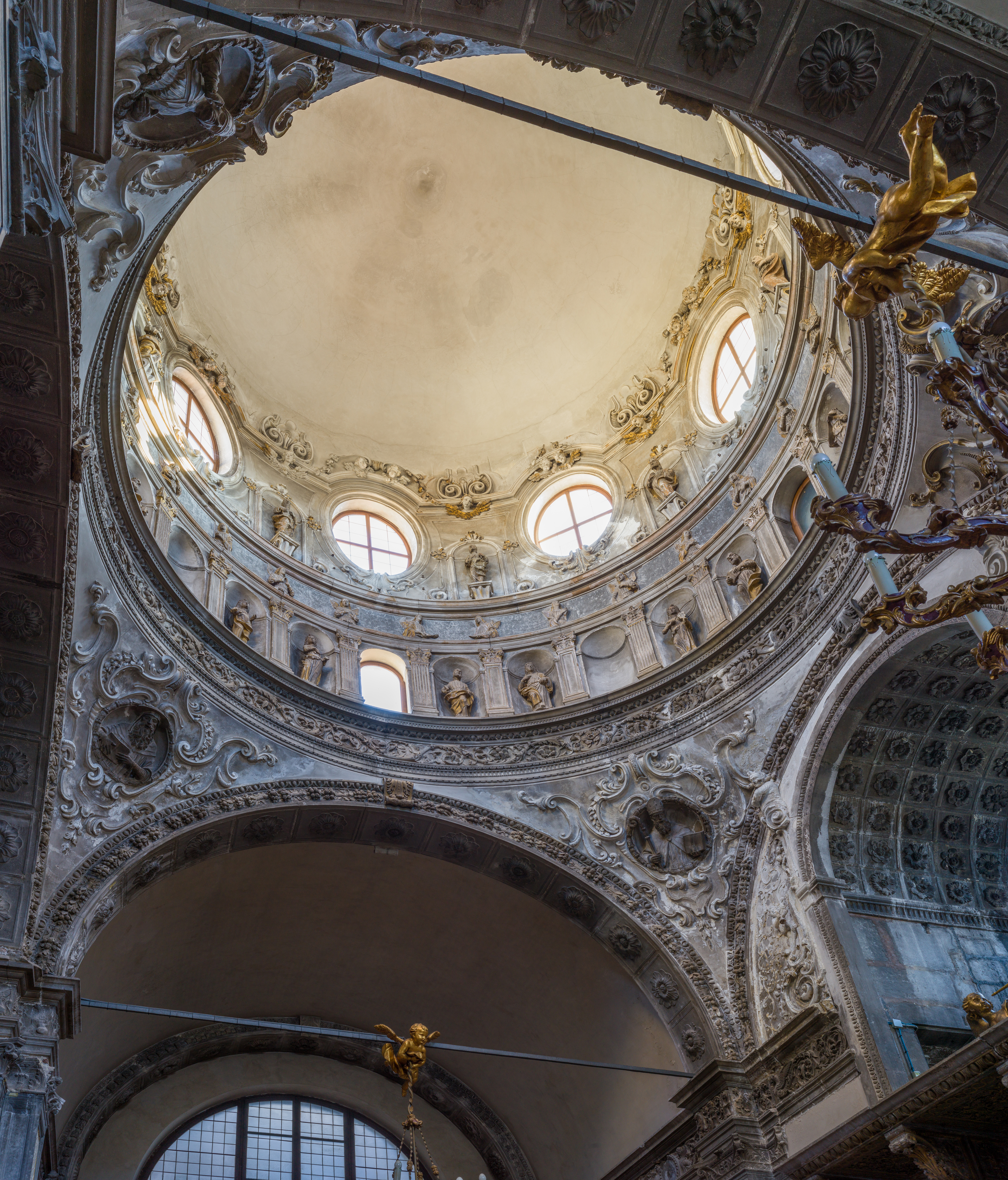
A cúpula da igreja de Santa Maria dei Miracoli com o ciclo dos Apóstolos de Gasparo Cairano e o dos Anjos de Antonio della Porta (1489)

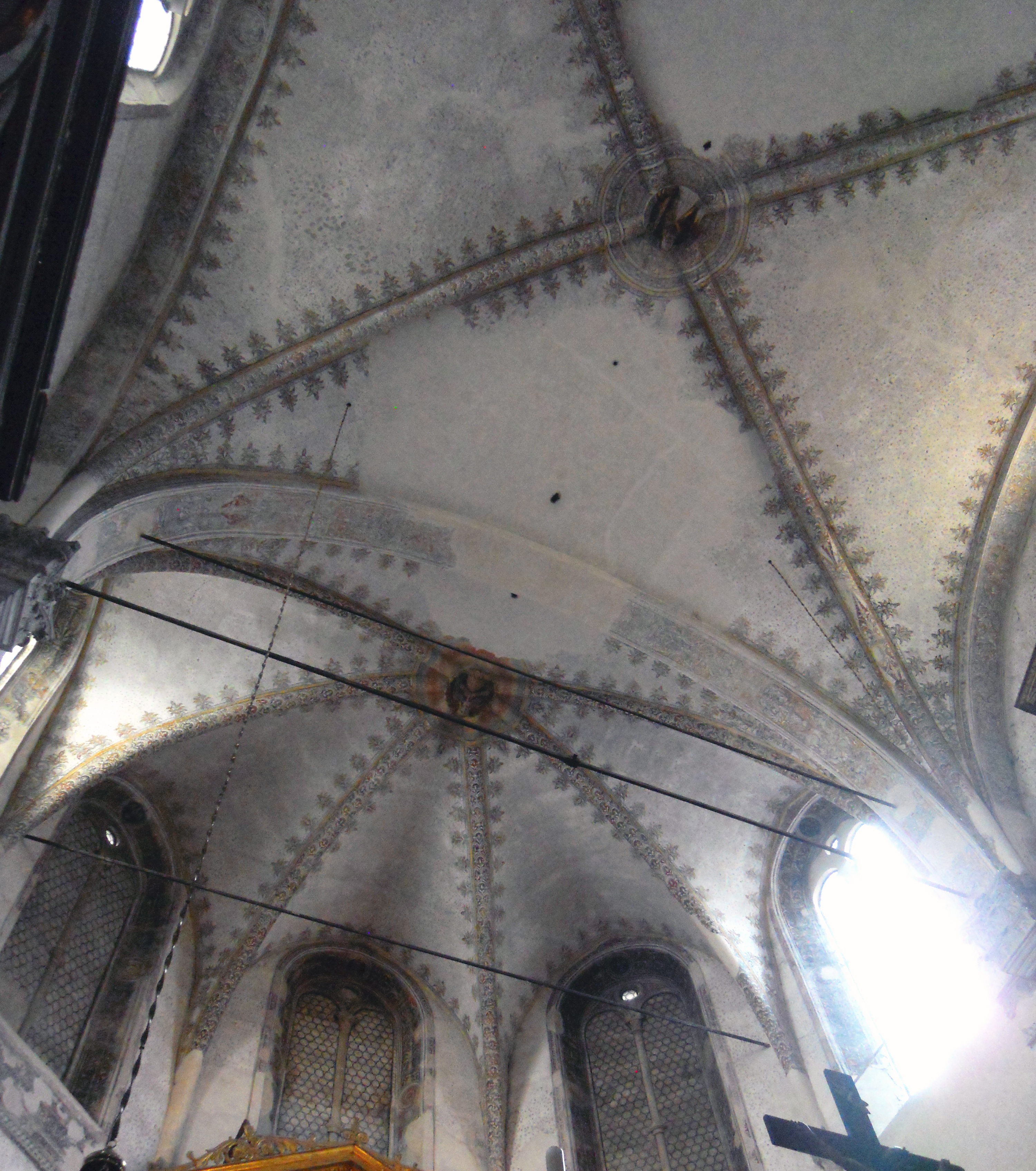
Abóbada do presbitério da Velha Catedral de Brescia, com as duas pedras angulares de Gasparo Cairano (1491)

Nada se sabe sobre Gasparo Cairano antes de 1489 e, portanto, não se sabe qualquer informação sobre a sua data e local de nascimento, educação e circunstâncias que o levaram a Brescia. O nome "da Milano", pelo qual é frequentemente recordado nas fontes, não fornece qualquer informação certa, pois poderia referir-se à cidade, bem como ao ducado ou à diocese. A referência genérica, em todo o caso, é compatível com a base cultural da sua obra artística. Algumas conjecturas podem ser feitas sobre o apelido "Cairano", em particular que remete para Cairate na província de Varese, ainda hoje abreviado para "Cairà" no dialecto local.

### A estreia: o estaleiro de Santa Maria dei Miracoli
A estreia de Cairano em Brescia é precisamente a obra pela qual foi pago a 24 de Dezembro de 1489: o ciclo das doze estátuas de Apóstolos para a primeira cúpula da igreja de Santa Maria dei Miracoli em Brescia, executado aproximadamente no mesmo período em que Tamagnino executou os seus doze contrapontos Anjos, para serem colocados no registo inferior.
De um modo geral, toda a produção de pedra do estaleiro de Santa Maria dei Miracoli realizada na década seguinte ao ciclo dos "Apóstolos", limitada ao que está presente no interior do edifício, pode ser rastreada até Cairano e seus colaboradores. Não se pode excluir que este trabalho preparatório tenha trazido consigo o direito de continuar as obras, num verdadeiro confronto disputado entre Cairano e Tamagnino. Note-se, no entanto, que o ciclo dos "Anjos" de Tamagnino está num nível de qualidade artística decididamente superior ao dos "Apóstolos" de Cairano, não só pela relativa modernidade do primeiro, orientado para o novo classicismo veneziano de Antonio Rizzo, mas também pela superior qualidade técnica. É provável, portanto, que Gasparo tenha sido apoiado por algum favor local que lhe permitiu estabelecer-se no Tamagnino independentemente das suas capacidades artísticas iniciais, ainda em fase de desenvolvimento. Além disso, Tamagnino permaneceu em Miracoli por um curto período, tempo suficiente para criar outros cinco relevos: o conjunto, incluindo os doze "Anjos", foi pago ao autor menos do que o que foi pago a Cairano apenas pelos doze "Apóstolos": após este acontecimento, o artista abandonou o estaleiro da igreja e Bréscia, para onde regressaria apenas uma década depois.

### As pedras angulares da antiga Catedral
Assim que a continuação das obras no interior do Santuário dos Milagres foi concluída, a arte e a carreira de Cairano iniciaram uma rápida ascensão: logo a 16 de Novembro de 1491 foi-lhe pago pelas duas pedras-chave do novo presbitério da Velha Sé, em construção segundo projecto de Bernardino da Martinengo e apenas pelas esculturas figurativas presentes na nova construção. Dois anos mais tarde, em 1493, Cairano iniciou o seu compromisso com a construção da Loggia.
Podemos, portanto, notar uma sobreposição de compromissos e comissões, tanto públicas como eclesiásticas, que foram decididamente mais importantes do que o compromisso em Santa Maria dei Miracoli, cuja construção foi de facto interrompida na mesma altura. O escultor regressou ao santuário apenas para algumas obras esporádicas nos anos seguintes, até ao final do século, mas no geral as obras permaneceram bloqueadas até meados do século XVI.
A 30 de Agosto de 1493, a produção escultórica de Cairano para o revestimento exterior do Palazzo della Loggia em construção começou a todo o vapor com a entrega de "capita 5 imperatorum romanorum", ou seja, cinco bustos para o ciclo dos trinta Césares, entre as maiores obras da sua carreira artística. A produção dos bustos pode ser rastreada, a um nível geral, até uma reformulação moderna da retratística antiga e das fontes que a representavam, mesmo indiretamente: nos bustos mais antigos, ou seja, aqueles com vista para a praça, semelhanças podem ser notadas com o retrato de Bartolomeo Colleoni no seu monumento por Andrea del Verrocchio Veneza (o primeiro a contar da esquerda), com uma efígie bem conhecida e difundida de Antoninus Pius e com um retrato de perfil de Nero, que também era muito famosa na época e é aqui reproduzida em três dimensões.
No geral, é possível apreciar um salto considerável de qualidade em comparação com os "Apóstolos" do Santuário dos Milagres, esculpidos apenas alguns anos antes: note-se como o ciclo dos Césares não tem igual na produção escultórica renascentista anterior sobre o tema das efígies imperiais e não apenas pela entidade numérica, mas também pelas dimensões notáveis de cada espécime. A presença destes Césares nas fachadas da Loggia di Brescia, bem como as características do próprio edifício, são, portanto, a evidência de uma valorização arquitectónica e figurativa que se destaca, elevando-se a um pleno domínio da arte clássica, a partir das experiências da fachada e dos interiores do santuário dos Milagres. Gasparo Cairano, através da produção destes Césares e das subsequentes decorações arquitetônicas do palácio, torna-se assim o arquiteto de um desejo comum aos clientes públicos e privados de Bréscia, isto é, traduzir em pedra o seu orgulho pela sua descendência histórica da Roma Antiga e assim surfar na onda do fervor local Renascentista.
Por volta de 1497, enquanto a entrega dos Césares continuava a intervalos regulares, Gasparo produziu também, em colaboração com a sua oficina, as cinco pedras-chave para o pórtico do palácio, representando Santo Apolónio, São Faustino, Santa Giovita, Justiça e Fé. Entre 1499 e 1500 foram entregues os dois grandes Troféus colocados nos cantos da ordem superior do palácio, na frente virada para a praça, enquanto entre 1493 e 1505 Cairano participou na conclusão dos vários prótomos leoninos, os capitéis, os candelabros e os frisos da mesma ordem. A marca deixada pelo artista na produção do estaleiro é bem evidente e influencia em geral todas as obras escultóricas decorativas realizadas para o palácio naqueles anos.
O monopólio dos Césares foi interrompido apenas durante uma breve visita improvisada de Tamagnino a Bréscia, recrutado no estaleiro da loggia, provavelmente devido à fama que tinha adquirido nas obras da Certosa di Pavia, entre o final de 1499 e o início de 1500. O escultor criou seis Césares e vários outros materiais pétreos, sem contudo obter qualquer sucesso num panorama artístico cada vez mais dominado por Cairano, agora distante da expressividade aguda e ingénua dos Apóstolos do Santuário dos Milagres e transformado no escultor mais popular da cidade. Tamagnino, ainda mais humilhado pelo frio reconhecimento das suas capacidades por parte do adversário, abandona finalmente o estaleiro e a cidade, provavelmente sem regressar.